# تاری، پرنده کوچک
تاری، پرندهٔ کوچک (روسی: Птичка Тари) که در ایران با نام اشک تمساح هم شناخته می‌شود، نام یک کارتون روسی است که در سال ۱۹۷۶ میلادی منتشر شد.
این کارتون در دههٔ ۶۰ خورشیدی از برنامهٔ کودک و نوجوان تلویزیون پخش شده است.

## خلاصه داستان
در اعماق جنگلی در آفریقا و در میان درختان نخل و جانوران گوناگون، تمساحی زندگی می‌کند که همگان از او و دندان‌های تیز و بلندش می‌ترسند. او هیچگاه مراقب دندان‌هایش نیست و آنها را تمیز نمی‌کند. تا اینکه یک روز، این تمساحِ بازیگوش دچار دندان‌درد می‌شود. حیوانات دیگر، نه‌تنها به او کمک نمی‌کنند، بلکه او را مسخره هم می‌کنند. در این میان، پرندهٔ کوچکی به نام «تاری»، به داد او می‌رسد و با منقار کوچکش، دندان‌های تمساح را تمیز می‌کند و بدین ترتیب، درد او برطرف می‌شود. تاری قبول می‌کند که هر از چندگاهی به تمساح سر بزند و دندان‌های او را تمیز کند. تمساح که از این واقعه درسِ خوبی گرفته است، از تاری تشکر می‌کند و دست از بدجنسی برمی‌دارد و با حیوانات دیگر هم دوست می‌شود و در انتها همگی با هم، یک ترانهٔ شاد می‌خوانند.

## سایر عوامل فیلم

### انیماتورها
- سرگئی دوژکین
- یوری بوتیرین
- یوری کوزیورین
- آلکسی بوکین
- ویولتا کولسنیکووا

### صداگذاری
- ولادیمیر کوتوزف